# 權漢功
權漢功（：／，？—1349年），高麗王朝官員。本貫安東權氏。
權漢功於忠烈王在位期間等第直史館。忠烈王與忠宣王父子都在元朝的時候，王惟紹等人離間王父子，權漢功為忠宣王的從臣，出仕忠宣王府邸，與崔誠之主選法。忠烈王薨，忠宣王歸國後，賜冠帶，常常出入宮禁，時不時召見，拜密直副使驟陞僉議評理。當時忠宣王經常滯留元朝不歸國，從臣們都想要回國。漢功、誠之同掌銓注，貪其賄賂，無意東還。李思溫、金深彈劾於徽政院，將權漢功逮捕下獄。忠宣王怒，將此事告訴皇太后。於是權漢功被釋放，李思溫、金深遭到流放。
忠肅王即位後，表彰權漢功、崔誠之、朴景亮跟隨父親忠宣王之功。忠宣王奉御南遊江浙，權漢功與李齊賢跟隨。權漢功、崔誠之、李光逢等人跟隨忠宣王在大都之時大肆收受賄賂，濫封親戚故舊為官，使得忠肅王非常不滿。1323年，上王忠宣王被流放吐蕃後，權漢功、李光逢、金廷美（金怡）、蔡洪哲、裴廷芝等人被逮捕。權漢功欲自廁所逃跑，但仍被逮捕，同李光逢、蔡洪哲一起籍沒家產流放遠島，金廷美則被釋放。權漢功、李光逢、蔡洪哲三人沒有進入海島，而是在洪州界聚眾擾民。不久後，元朝派人赦免了三人。權漢功怨恨忠肅王，於是投靠了瀋王王暠。權漢功糾集瀋王的黨羽，在慈雲寺聚集百官，要求在廢黜忠肅王、改立王暠的請願書上簽字。當時忽降大雨冰雹，監察執義尹宣佐便說此是豬狗不如的事，聚集簽字，百官紛紛效仿，於是失敗了。
權漢功多年跟隨忠宣王，為忠宣王所重用，忠宣王在流放吐蕃的時候還向權漢功寄詩，表達自己的思念之情。忠惠王繼位後，得知權漢功二室康氏有姿色，派護軍朴伊刺赤納之宮中。伊刺赤先將其強姦，忠惠王得知後大怒，皆撲殺之。忠惠王被逮捕送到了元朝，群臣聚集在旻天寺，商議上書其鳴冤。權漢功說：「昔殷太甲不明於德，伊尹放諸桐三年，然後悛心改行，復於君位。又有一國，介於要衝之地，殺其朝覲諸侯及天子之使，於是天子遣人誅之。又有一國之臣使於他國，及其還，天子之使斬其君首而去，其臣詣屍所陳祭而哭，亦令斬之。今王無道，天子誅之，何得而救乎？」後來權漢功官至都僉議政丞、醴泉府院君。曾奉元朝之命，為太子左贊善。忠定王元年卒，諡文坦。著有文集《一齋逸稿》。
權漢功有二子：權仲達、權仲和。其中權仲和在朝鮮太宗在位期間擔任過領議政之職。
《高麗史》將權漢功列為姦臣。